# الخرایج
الخرایج یک منطقهٔ مسکونی در قطر است که در شهرداری الضعاین / شهرداری دوحه واقع شده‌است. الخرایج ۶٫۸ کیلومتر مربع مساحت دارد.